# حالة خاصة (مسلسل)
حالة خاصة مسلسل كويتي.

## قصة المسلسل
في إطار رومانسي اجتماعي تدور أحداث المسلسل حول طمع الإنسان، ومحاولة وصوله إلى السلطة وتحقيق نفوذ قوي يمكنه من تحقيق أحلامه بغض النظر عن الوسيلة، وتأثير ذلك على من حوله.

## أبطال المسلسل
1. عبد العزيز الجاسم بدور عبد الله
2. باسم عبد الأمير بدور محمد
3. هيا عبد السلام بدور حنين
4. فؤاد علي بدور يوسف
5. حسين المهدي بدور طارق
6. إيمان محمد علي بدور أم يوسف
7. أمل محمد بدور شهد
8. ريما الفضالة بدور فرح
9. هدى حمدان بدور سارة